# Carne de víbora

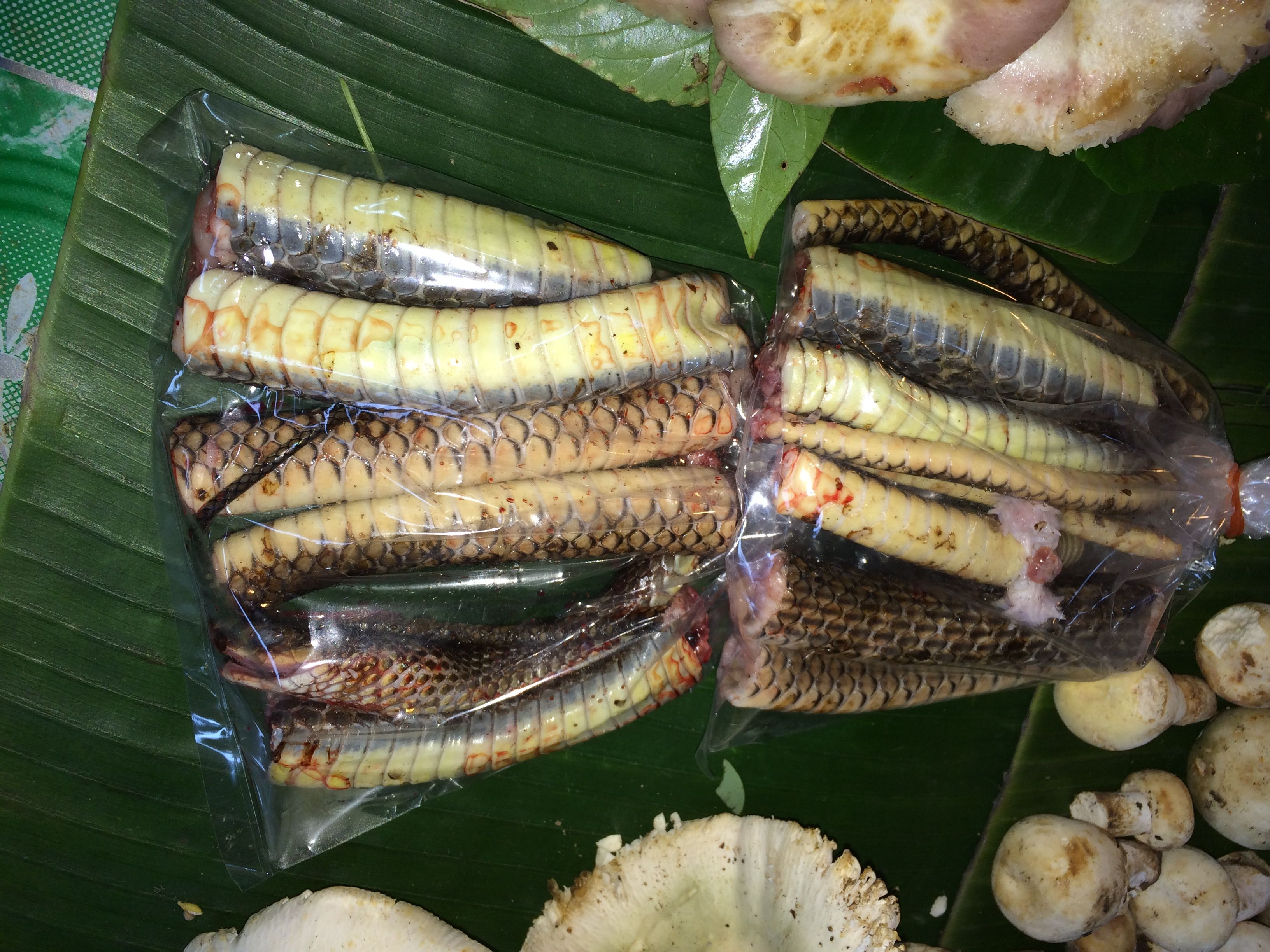
Carne de víbora en Tailandia.

Carne de víbora es la carne obtenida del sacrificio de una víbora para el consumo humano, con fines medicinales o gastronómicos.

## Algunos países que la consumen
- En México se consume carne de víbora cocida con fines medicinales,[2] siendo indicada su ingesta para tratar enfermedades de origen circulatorio (varices) y cáncer, se la consume seca o fresca para aliviar padecimientos como inflamación, mareos, anemia, leucemia entre otros males. La carne de víbora independientemente del tipo de víbora que sea para consumo medicinal la carne seca o en polvo debe ser procesada o encapsulada bajo estrictas normas de seguridad fuera de humedad en un ambiente fresco y seco.[3] México ha importado víboras de cascabel (Crotalus durissus) de Estados Unidos para el consumo de su carne y de sus aceites con fines medicinales.[4]
- En Vietnam se consume carne de víbora, de murciélagos, carne de perro y gusanos fritos.[5]
- En Indonesia (Yakarta), es muy común comer carne de víbora (o de serpiente).[6]
- En Estados Unidos en la localidad de Sweetwater (Texas), se realiza uno de los festivales de serpientes más grandes del mundo y por unos pocos dólares se puede degustar una tajada de víbora con papas fritas.
- En Tailandia se comercializa en sus calles este tipo de carne.
- En Phnom Penh (Camboya), esta localidad se caracteriza por la venta ambulante de víboras tostadas y doradas.[7]